# Municipio de Linville (condado de Avery)
El municipio de Linville (en inglés: Linville Township) es un municipio ubicado en el  condado de Avery en el estado estadounidense de Carolina del Norte. En el año 2010 tenía una población de 453 habitantes.

## Geografía
El municipio de Linville se encuentra ubicado en las coordenadas 36°5′22.92″N 81°51′14.54″O / 36.0897000, -81.8540389.